# Takata (metropolitana di Yokohama)

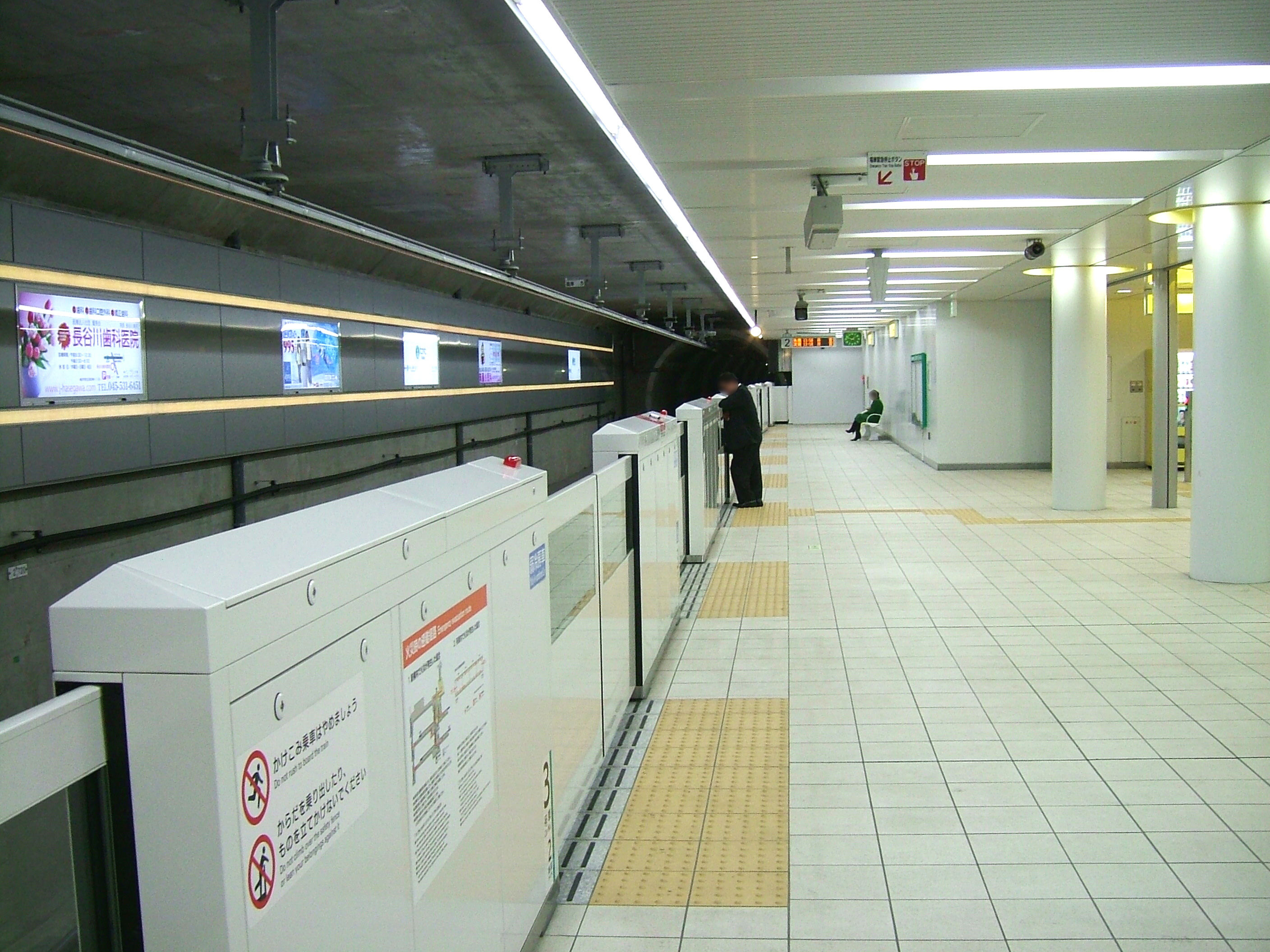
Vista della banchina

Takata (高田駅?, Takata-eki) è una stazione della metropolitana di Yokohama che si trova nel quartiere di Kōhoku-ku a Yokohama.

## Linee
Metropolitana di Yokohama
 Linea verde (linea 4)

## Struttura
La stazione è realizzata in sotterranea, con due marciapiedi singoli e due binari passanti protetti da porte di banchina. La realizzazione della stazione è a canna singola, divisa verticalmente in base alla direzione di marcia, similmente ad alcune stazioni della metropolitana di Milano in centro.
| 1 | Linea verde |  | per Center-Minami e Nakayama |
| 2 | Linea verde |  | per Hiyoshi                  |

## Stazioni adiacenti
| «              | Servizio    | »              |
| Linea verde    | Linea verde | Linea verde    |
| -------------- | ----------- | -------------- |
| Higashi-Yamata | -           | Hiyoshi-Honchō |